# 长叶隔距兰
长叶隔距兰（学名：Cleisostoma fuerstenbergianum），为兰科隔距兰属下的一个植物种。